# Paridotea reticulata
Paridotea reticulata är en kräftdjursart som beskrevs av Barnard 1914. Paridotea reticulata ingår i släktet Paridotea och familjen tånglöss. Inga underarter finns listade i Catalogue of Life.